# Бурлюк Алла Леонідівна
А́лла Леоні́дівна Бурлю́к (27 листопада 1935, Переволочна — 5 листопада 1998, Київ) — українська радянська та українська театральна актриса; народна артистка Української РСР з 1979 року.

## Біографія
Народилася 27 листопада 1935 року в селі Переволочній Кобеляцького району Полтавської області. 1957 року закінчила Харківський інститут театрального мистецтва, де навчалася на курсі Івана Мар'яненка.
Протягом 1957—1959 років — актриса Київського театру транспорту; у 1959—1960 роках — Донецького обласного російського драматичного театру; у 1962—1979 роках — Донецького українського музично-драматичного театру; у 1979—1997 роках — Київського молодіжного театру (склад першої трупи).

Могила Алли Бурлюк.

Померла у Києві 5 листопада 1998 року. Похована у Києві на Байковому кладовищі (ділянка № 49А, 50°24′59.16″ пн. ш. 30°30′5.75″ сх. д. / 50.4164333° пн. ш. 30.5015972° сх. д.).

## Творчий доробок
Актриса виразного драматичного темпераменту. У творенні образу поєднувала психологічну переконливість і ексцентричність, гротеск. Серед ролей:
- Пріся («Шельменко-денщик» Григорія Квітки-Основ'яненка).
- Гелена («Варшавська мелодія» Леоніда Зоріна).
- Секлета («За двома зайцями» Михайла Старицького).
- Марина («Марина» Миколи Зарудного).
- Сара, Ольга («Іванов», «Три сестри» Антона Чехова).
- Мезальянсова («Баня» Володимира Маяковського).
- Комісар («Оптимістична трагедія» Всеволода Вишневського).
- Стара («І сказав Б» О. Шипенка).
- Барба («Вій, вітерець!» Райніса).
- Луїза («Підступність і кохання» Фрідріха Шиллера).

Також вела концертну діяльність.